# Папст, Ойген
Ойген Папст (нем. Eugen Papst; 24 декабря 1886, Обераммергау — 2 января 1956, там же) — немецкий дирижёр.
Учился в Мюнхенской Академии музыки у Виктора Глута. В 1911—1922 гг. возглавлял оркестр городского театра в Берне, с 1922 г. работал в Гамбургском филармоническом оркестре. В 1934—1936 гг. главный дирижёр Мюнстерского симфонического оркестра. В 1936—1944 гг. генеральмузикдиректор в Кёльне, возглавлял Гюрцених-оркестр; одновременно преподавал в Кёльнской консерватории (среди его учеников, в частности, Франц Пауль Деккер). После Второй мировой войны преподавал дирижирование в Музыкальной академии Северо-Западной Германии, в 1952—1953 гг. возглавлял Филармонический оркестр Северо-западной Германии.